# Vườn quốc gia Aouk
Vườn quốc gia Aouk là một vườn quốc gia nằm tại Chad. Nằm ở phía nam của quốc gia, nó có diện tích 7.400 km² là nơi di trú theo mùa của quần thể Voi châu Phi.